# Gundulić
| Gundulić            | Gundulić              |
| ------------------- | --------------------- |
|                     |                       |
| Staat               | Republik Dubrovnik    |
| Gründung            | 10. Jahrhundert (930) |
| Ethnizität          | Kroatisch             |
| Aktuelles Oberhaupt | ausgestorben (1809)   |
|                     |                       |

Die Gundulić (italienisch Gondola) waren ein kroatisches Adelsgeschlecht aus der Republik Ragusa (Dubrovnik). Die Mitglieder des Adelsgeschlechts waren Politiker, Diplomaten, Großkaufleute, Historiker, kirchliche Würdenträger, Heerführer sowie bekannte Schriftsteller. Viele von ihnen wurden zum Knez (Fürst oder Rektor, d. h. Staatsoberhaupt der Republik) gewählt. Das Geschlecht erlebte seine Blüte vom 11. bis zum 19. Jahrhundert.

## Geschichtlicher Überblick
Die Geschichte des Adelsgeschlechts geht auf das 10. oder 11. Jahrhundert zurück. Erster urkundlich erwähnter Angehöriger war Stjepan (1014). Zwischen 1196 und 1201 wird Mihovil als Diplomat, bzw. Handelsunterhändler erwähnt. Sein Sohn Ivan (bl. 1190–1234) war Richter und einer der angesehensten und reichsten Aristokraten in damaligen Ragusa. Als er ohne Nachkommen starb, fiel sein Besitz an seine Brüder Grubeša (bl. 1222–1256) und Damjan (bl. 1215–1222).
Bis Ende des 14. Jahrhunderts machten die Angehörige des Adelsgeschlechts die meisten Geschäfte mit Venedig und anderen italienischen Staaten, nur selten mit den Ländern des balkanischen Hinterlands.
Der Dubrovniker Salzhandel lag größtenteils in den Händen von Damjans Urenkeln Pavao (bl. 1285–1351) und Junije (bl. 1282–1320). Pavaos Sohn Ivan (bl. 1330–1372) handelte mit Salz und Getreide und wurde Richter und Diplomat. Dreimal wurde er zum Knez, dem (monatlich wechselnden) Staatsoberhaupt der Republik gewählt.
Petar Gundulić (bl. 1356–1384), Benedikts Sohn, war Händler, Diplomat und Richter, besonders geschätzt als Botschafter in Ungarn. Nachdem er nach Hause zurückgekehrt war, wurde er zwischen 1371 und 1384 mehrmals Knez. Nach seinem Tod übernahmen Pavao (bl. 1372–1416) und Jakov (bl. 1369–1414), Ivans Söhne, die Führung des Geschlechts. Pavao wurde ab 1387 regelmäßig zum Knez gewählt.
Seit dem Beginn des 15. Jahrhunderts waren die Mitglieder der Familie so einflussreich, dass sie zwei- bis dreimal pro Jahr Knez wurden. Bedeutend waren dabei der Schriftsteller Frano Lucijan (1451–1505), der Buchhändler und Drucker Trojan († 1555), der Diplomat Ivan (Marins Sohn) (1507–1586), der Diplomat und Jurist Frano (1539–1589), der Dichter Frano (Franos Sohn) (1587–1629) und der Historiker Ivan (Marins Sohn) (1600–1650).
Der bekannteste Gundulić war der Dichter Ivan Gundulić (1589–1638), der bedeutendste kroatische Schriftsteller des Barocks. Sein ältester Sohn Frano (dt. Franz) (1630–1700) diente als Feldmarschallleutnant in der habsburgischen Armee und wurde in den Grafenstand erhoben. Sein zweiter Sohn Šiško (Sigismund) (1634–1682) war Schriftsteller und Übersetzer, und Mato (Matthias) (1636–1684), der dritte Sohn Ivans, diente als Militärführer, Diplomat und Reiseschriftsteller. Anfang der 1670er Jahre und nach dem vernichtenden Erdbeben im Jahr 1667 vertrat er die Interessen der Dubrovniker Republik beim Sultan des Osmanischen Reiches in Istanbul. Später wurde er Botschafter in Rom und konnte der Römischen Kurie mitteilen, welche religiösen Verhältnisse und Gegebenheiten in den Balkanländern (besonders in Bosnien-Herzegovina, Serbien und Bulgarien) unter der Regierung des Sultans herrschten.
Als großer Befürworter der Republik galt Josip Frano (deutsch Josef Franz von Gondola) (1711–1774), der in Österreich und Deutschland lebte. Er war Vikar des Bistums Paderborn, Titularbischof von Tempe sowie Kanoniker und Domkustos des Stephansdoms in Wien. Schließlich war er zwischen 1772 und 1774 Dekan der Katholisch-Theologischen Fakultät der Universität Wien.
Der letzte männliche Gondola war Sigismund-Dominik, der 1799 verstarb, während seine Tochter Ursula bis 1809 lebte.
Frano Matov Ghetaldi (1743–1798) erbte den Familiennamen Gondola von seiner Mutter Kata Gondola. Seine Nachfahren trugen bis zum 20. Jahrhundert den Doppelnamen Ghetaldi-Gondola.

## Galerie

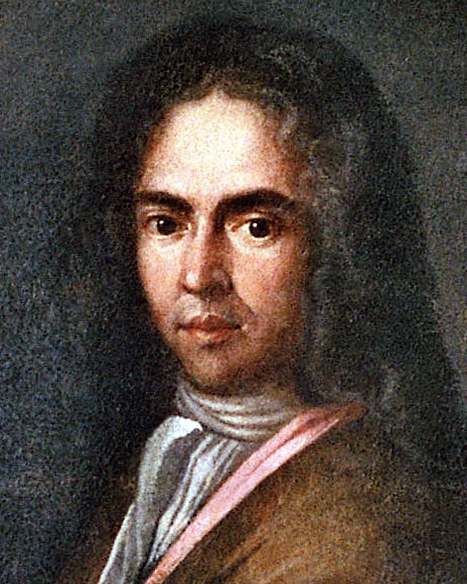
Ivan Gundulić Gondola (1589–1638)
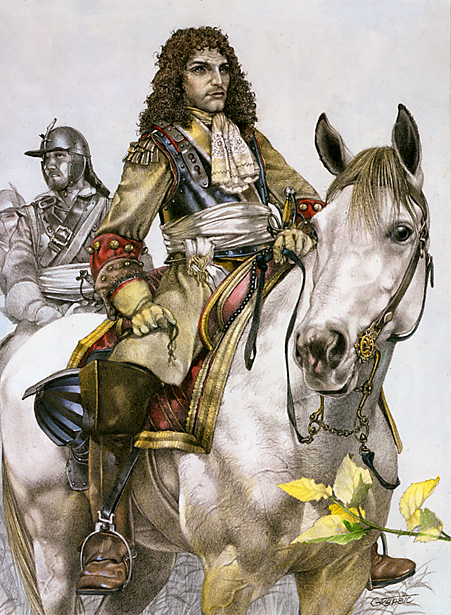
Frano Gondola (1630–1700)
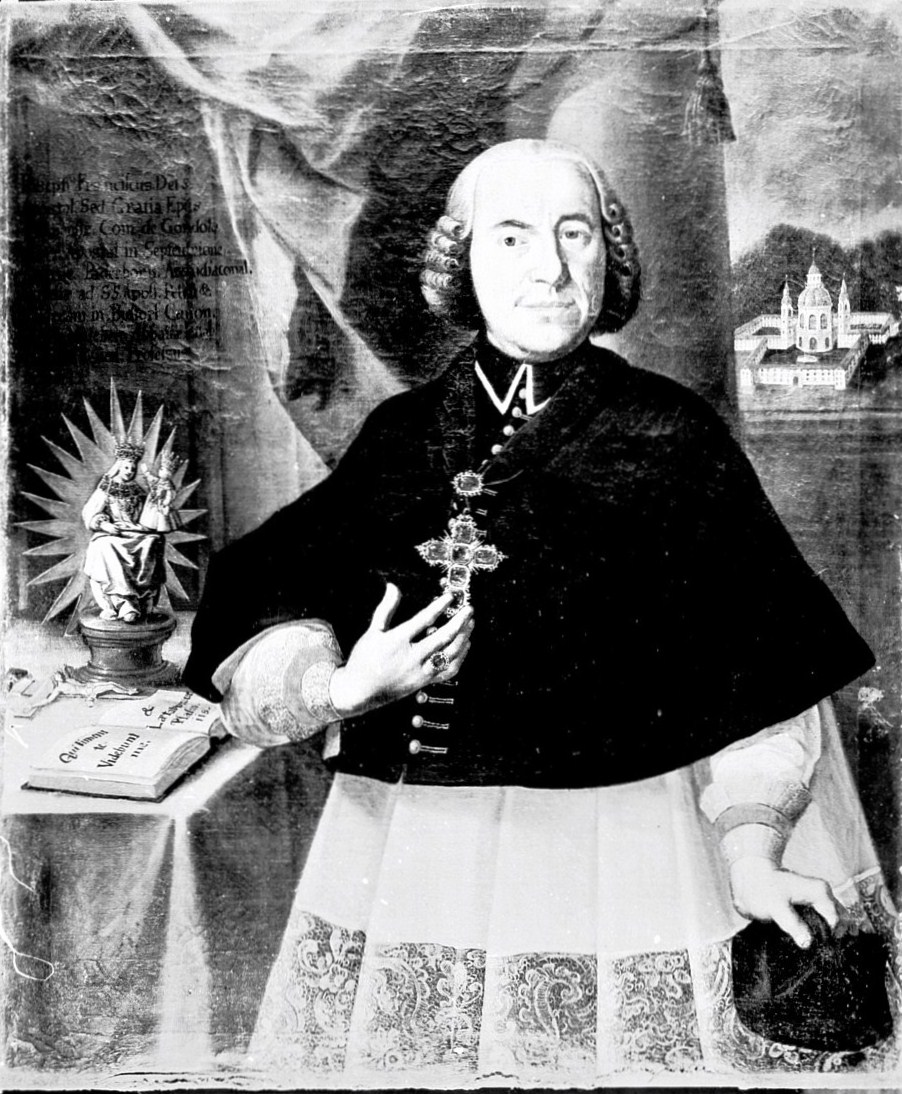
Josip Frano Gondola (1711–1774), Titularbischof von Tempe
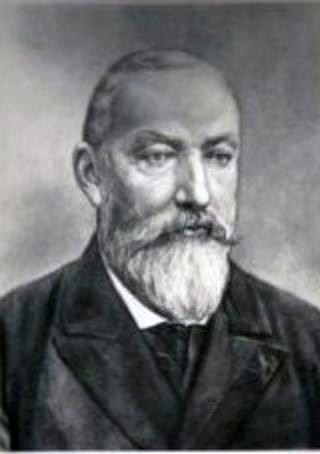
Frano Ghetaldi-Gondola (1833–1899)